# Олђате Олона
Олђате Олона (итал. Olgiate Olona) је насеље у Италији у округу Варезе, региону Ломбардија.
Према процени из 2011. у насељу је живело 12215 становника. Насеље се налази на надморској висини од 244 м.

## Становништво
Према резултатима пописа становништва 2011. у општини је живело 12.215 становника.
| 1931. | 1936. | 1951. | 1961. | 1971. | 1981. | 1991.  | 2001.  | 2011.  |
| ----- | ----- | ----- | ----- | ----- | ----- | ------ | ------ | ------ |
| 3.866 | 4.060 | 4.991 | 6.235 | 8.603 | 9.331 | 10.074 | 10.801 | 12.215 |